# Kaua
Kaua es una localidad del estado de Yucatán, México, cabecera del municipio homónimo, ubicada aproximadamente 16 kilómetros al suroeste de la ciudad de Valladolid.

## Toponimia
El toponímico Kaua significa en idioma maya el lugar que ¿está amargo?. Usado así, en forma interrogativa, por provenir de los vocablos ka contracción de kaah, que significa amargo y yuá, está o es.

## Datos históricos
Kaua está enclavado en el territorio que fue la jurisdicción de los cupules antes de la conquista de Yucatán.
Sobre la fundación de la localidad no se conocen datos precisos antes de la conquista de Yucatán por los españoles. Se sabe, sin embargo, que durante la colonia estuvo bajo el régimen de las encomiendas, entre las cuales la de Diego Escalante (1700-1750).
En 1825, después de la independencia de Yucatán, Kaua formó parte del Partido del Valladolid.
En 1918 se erige en cabecera del municipio libre homónimo.

## Sitios de interés turístico
Existen varios cenotes, la mayoría de ellos no explorados aún. Uno de ellos es el cenote Yaax'Ek que significa en lengua maya Estrella verde, ubicado cerca de la plaza principal.
En las inmediaciones de Kaua se encuentran un conjunto de criptas o cuevas profundas a las que se atribuyen diversas leyendas relativamente recientes ya que tales criptas fueron descubiertas a mediados del siglo XX. Contienen vestigios arqueológicos que no han sido aún bien valorados.